# Phasia pilosa
Phasia pilosa är en tvåvingeart som först beskrevs av Robineau-desvoidy 1830.  Phasia pilosa ingår i släktet Phasia och familjen parasitflugor.
Artens utbredningsområde är Frankrike. Inga underarter finns listade i Catalogue of Life.